# Nicolas Blanc
Nicolas Blanc (italianisé en Nicola Blanc), né le 26 juin 1780 à Faverges et mort le 22 décembre 1857 à Faverges, est un grand industriel de l'Empire français (jusqu'en 1814) puis du royaume de Sardaigne du XIXe siècle.

## Biographie

### Origines
Nicolas Blanc naît le 26 juin 1780 à Faverges. Il est le fils de Claude Richard-Blanc et d'Antoinette Doucet.
Il épouse, le 14 septembre 1819 à Faverges, Cléonice Marguerite Duport,,, fille de l'industriel Jean-Pierre Duport (1756-1822). Ce dernier est le cousin homonyme du fondateur de la Manufacture de coton d'Annecy.

### Carrières d'entrepreneur et politique
Nicolas Blanc reprend l'entreprise de son beau-père, à la mort de celui-ci, en 1822. Entrepreneur actif, il fait de cette manufacture la plus importante usine de coton en usine de soieries (mousseline), de toute la Savoie et des Alpes du Nord. L'entreprise prend rapidement son envol et atteint dès 1827 une taille très importante avec plus de huit cents métiers à tisser qui tournent à plein régime grâce à un emploi massif de près de deux mille ouvriers. Le marché de l'usine s'étend rapidement à l'international couvrant principalement l'Allemagne, l'Amérique du Nord, l'Angleterre, et la Russie.
L'entreprise alors installée dans le château de Faverges nécessite de gros aménagements au sein du château et l'installation en 1828 d'une énorme pierre de plus de neuf tonnes permettant de mesurer la soie et de la lisser. C'est avec l'aide de dix-huit paires de bœufs, six chevaux et cinquante personnes que Nicolas Blanc fait tirer cette pierre dans le château.
De 1825 à 1842, il est nommé syndic de Faverges. Il fait visiter les ateliers en 1834 à Charles Albert, roi de Sardaigne et duc de Savoie, prince de Piémont. Le roi lui décerne le titre de baron, en 1834 (Pajani, 1982) ou le 31 octobre 1835 (Mémorial de Lyon en 1793, Tome 10, 1994).
En 1848, il devient sénateur au Sénat du Royaume de Sardaigne, à Turin. La même année, il est fait chevalier de l'Ordre des Saints-Maurice-et-Lazare.

### Mort et succession
Nicolas Blanc meurt le 22 décembre 1857, à Faverges. Son corps est inhumé dans le cimetière familial privé de cette commune aux côtés de son épouse Margueritte-Cléonice (1799-1832).
Sa fille, Marguerite, obtient la gérance, puis vend l'usine à la société lyonnaise Gourd, Croiset et Dubost.
Son nom est donné à la plus ancienne rue de Faverges (rue de la Roche, sous le château).

## Famille
Nicolas Blanc épouse en 1819 Cléonice Duport, dont trois enfants :
- Jules Blanc (1820-1911), baron, rentier, syndic de Faverges, puis maire après l'Annexion (démission le 14 avril 1862), conseiller municipal puis adjoint (jusqu'en 1870), conseiller d'arrondissement (1861-1864) et conseiller général du canton de Faverges (1864), chevalier de la Légion d'Honneur (1860) ⚭ (29 avril 1852) Mary Elisabeth Gebhard (1830-1883)[5], dont :
  - Catherine Blanc (1853-1930), ⚭ (1879) Général Louis Kreitmann[5] ;
- Marguerite-Noémie (1829-1885), ⚭ (1849) Jean-Charles de Montherot (1822-1862), neveu du poète et écrivain Alphonse de Lamartine, et lui donne pour dot la somme de 500 000 francs.